# Manfish
Manfish (ou Calypso au Royaume-Uni) est un film d'aventure américain réalisé et produit par W. Lee Wilder pour United Artists, filmé en Jamaïque et sorti en 1956. Le film est basé sur les nouvelles Le Scarabée d'or et Le Cœur révélateur d'Edgar Allan Poe. Il met en vedette les acteurs John Bromfield et Lon Chaney Jr. Le rôle féminin principal est joué par Tessa Prendergast. Le film marque également les débuts au cinéma de Barbara Nichols.